# Резолюция Совета Безопасности ООН 846
Резолюция Совета Безопасности ООН 846 — документ, принятый 22 июня 1993 года, ссылаясь на резолюцию 812 (1993), после рассмотрения доклада генерального секретаря Бутроса Бутроса-Гали от 20 мая 1993 года. На заседании Совет учредил миссию наблюдателей Организации Объединенных Наций Уганда—Руанда (МНООНУР) на первоначальный период в шесть месяцев.

## Подробности
Резолюция подчеркнула необходимость предотвращения возобновления боевых действий в Руанде между большинством хуту, меньшинством тутси, правительством Жювеналя Хабьяриманы и Руандийским патриотическим фронтом (РПФ), а также необходимость политического решения путём переговоров в рамках соглашений, которые будут подписаны в Аруше, Танзания. 
После создания МНООНУР было решено, что она будет контролировать границу между Руандой и Угандой, чтобы убедиться, что никакая военная помощь не поступала в Руанду по дорогам с помощью автотранспортных средств. Совет настоятельно призвал правительство Руанды соблюдать международное гуманитарное право, воздерживаться от любых действий, которые могут усилить напряженность в регионе и немедленно заключить мирное соглашение. 
Совет просит оказать поддержку мирным усилиям Организации африканского единства и группе нейтральных военных наблюдателей ООН (ГНВН) за счет принятия решений двумя военными экспертами. Правительству Руанды и ПФР призывает заключить мирное соглашение. По итогам генеральному секретарю Бутросу Бутросу-Гали предоставить доклад о проделанной работе.

## Голосование
Резолюция была единогласно принята 15 голосами «за».